# Samuel Vanegas
Samuel Vanegas (Copacabana, Antioquia, Colombia; 8 de septiembre de 1976) es un exfutbolista colombiano. Jugaba como defensa y se retiró en Águilas Doradas de Colombia.
En 2004 fue capitán del Once Caldas campeón de la Copa Libertadores.

## Clubes
| Club                   | País     | Año         |
| ---------------------- | -------- | ----------- |
| Leones                 | Colombia | 1996        |
| Atlético Nacional      | Colombia | 1997 - 2000 |
| Once Caldas            | Colombia | 2001 - 2005 |
| Barcelona              | Ecuador  | 2005 - 2006 |
| Once Caldas            | Colombia | 2007 - 2008 |
| Independiente Medellín | Colombia | 2009        |
| Athletico Paranaense   | Brasil   | 2010        |
| Independiente Medellín | Colombia | 2010 - 2011 |
| Águilas Doradas        | Colombia | 2012        |
| Junior                 | Colombia | 2013 - 2014 |
| Águilas Doradas        | Colombia | 2014 - 2015 |

## Palmarés

### Campeonatos nacionales
| Título                | Club                   | País     | Año  |
| --------------------- | ---------------------- | -------- | ---- |
| Campeonato colombiano | Atlético Nacional      | Colombia | 1999 |
| Torneo Apertura       | Once Caldas            | Colombia | 2003 |
| Torneo Finalización   | Independiente Medellín | Colombia | 2009 |

### Copas internacionales
| Título            | Club        | País     | Año  |
| ----------------- | ----------- | -------- | ---- |
| Copa Libertadores | Once Caldas | Colombia | 2004 |

| Título          | Club              | País     | Año  |
| --------------- | ----------------- | -------- | ---- |
| Copa Merconorte | Atlético Nacional | Colombia | 2000 |